# ۶۶۷ (میلادی)
۶۶۷ (میلادی) ششصد و شصت و هفتمین سال تقویم میلادی است.

## درگذشتگان
‎